# Ellie Haddington
Ellie Haddington est une actrice britannique née le 17 février 1955 à Aberdeen en Écosse.

## Filmographie

### Cinéma
- 1999 : Killing Joe
- 2000 : Beautiful Creatures : Maureen
- 2000 : Breathtaking : DCI Matthews
- 2001 : Lawless Heart : Judy
- 2004 : Denial : Sandy
- 2007 : Sparkle : Frances
- 2009 : Création : Nanny Brodie
- 2009 : Miss St Andrews : Jenny
- 2016 : Une belle rencontre : la propriétaire de Catrin
- 2016 : Les Animaux fantastiques : Mme Esposito
- 2020 : Surge
- 2020 : Enola Holmes : Miss Gregory
- 2021 : Operation Mincemeat : Nellie

### Télévision
- 1982 : Muck and Brass : la journaliste (1 épisode)
- 1994 : Wycliffe : Katherine Geach (1 épisode)
- 2007 : Doctor Who : Professeur Docherty (Saison 3 épisode 13)
- 2019 : Petit Meurtre entre frères (mini-série) : Sheila